# Гагуа, Василий Георгиевич
Гагуа Василий Георгиевич (28 сентября 1904, с. Саджавахо Кутаисской губернии — 19 апреля 1945, Нитра, Чехословакия) — советский военачальник, полковник (с 16.09.1942). Командир 24-й (1942—1943), 30-й кавалерийской (1944), 9-й гвардейской Кубанской кавалерийской дивизий (1944—1945).

## Биография
Родился в селе Саджавахо Кутаисской губернии (Западная Грузия) 28 сентября 1904 года. По национальности — грузин.

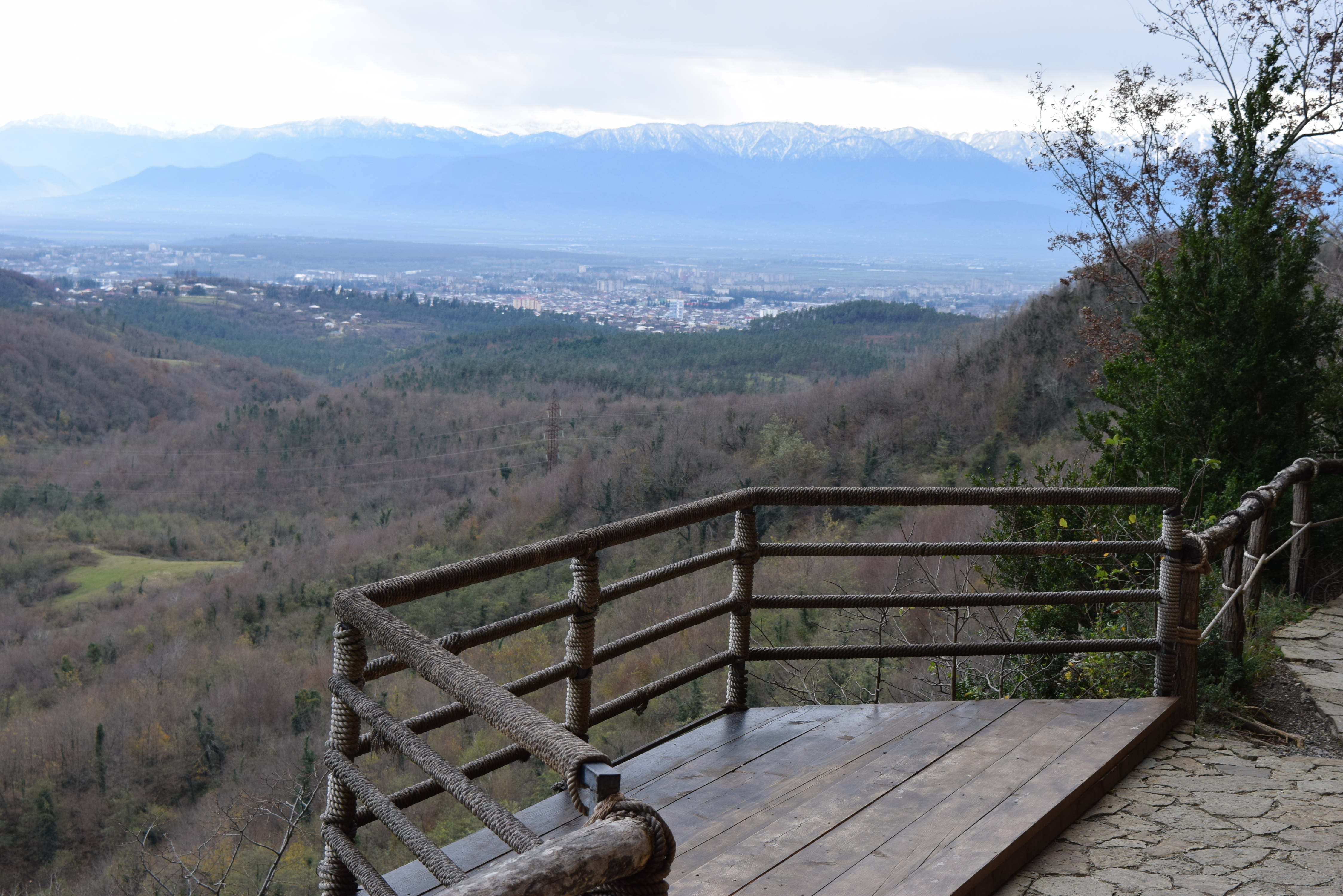
Имеретия (Западная Грузия)

В 1924 году работал делопроизводителем в Потийском райкоме комсомола. В августе–сентябре 1924 года в составе Потийского отряда особого назначения участвовал в ликвидации антисоветских вооруженных формирований в Западной Грузии.
15 октября 1924 года поступил в Объединённую Грузинскую военную школу и начал службу в РККА. В октябре 1927 года был назначен командиром пулеметного взвода 8-го кавалерийского сабельного полка 2-й кавалерийской дивизии ОККА в городе Ленинакан. После переформирования дивизии с сентября 1928 года командовал пулемётным взводом 65-го кавалерийского полка 2-й отдельной кавалерийской бригады.
В мае 1929 года был назначен в отдельный кавалерийский эскадрон 20-й Кавказской стрелковой дивизии, в ноябре 1929 года — в 3-й Кавказский стрелковый полк 1-й Кавказской стрелковой дивизии в город Сухуми (командир взвода конных разведчиков). С июня по ноябрь 1932 года временно исполнял обязанности адъютанта командира 1-й Кавказской стрелковой дивизии (город Батуми).

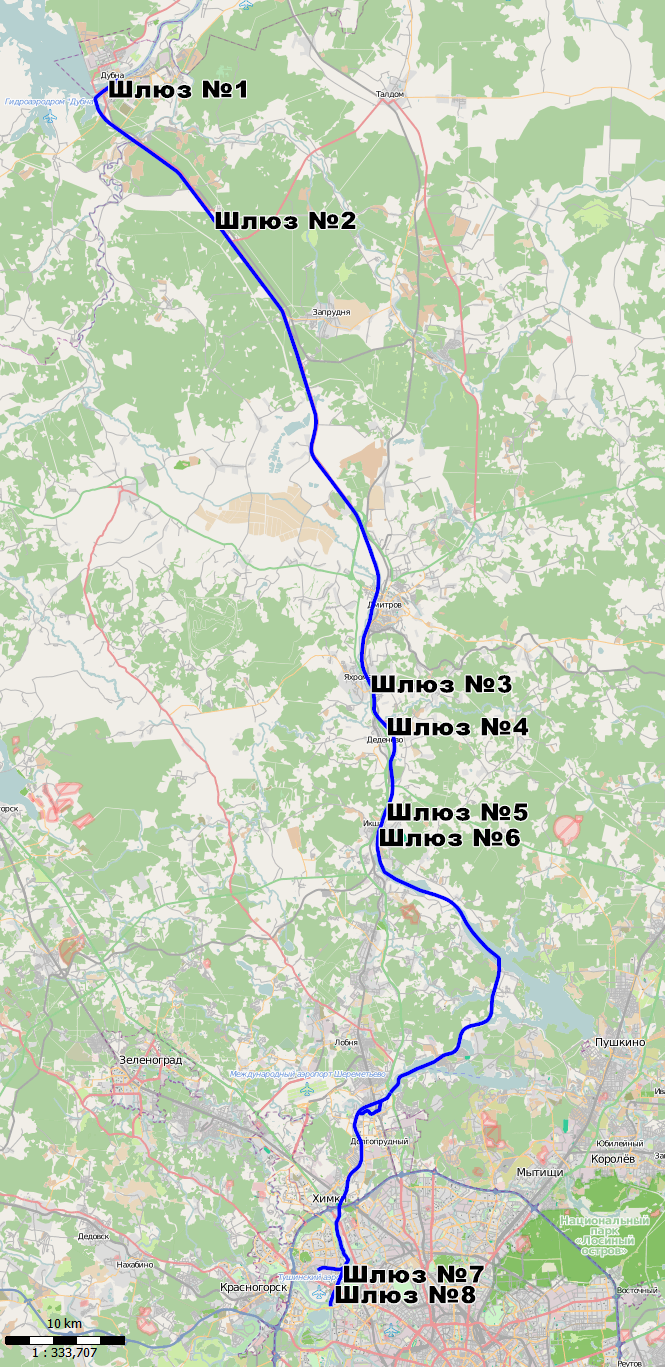
Канал имени Москвы

В ноябре 1932 года был назначен в 65-й кавалерийский полк 2-й отдельной кавалерийской бригады (с 1936 — 17-я горнокавалерийская дивизия) командиром сабельного эскадрона.
С ноября 1934 года по май 1935 года учился на кавалерийских КУКС РККА в городе Новочеркасск. С ноября 1936 года был помощником начальника химической службы дивизии.
С января 1937 года по март 1938 года учился на курсах разведчиков-переводчиков при штабе Закавказского военного округа в Баку, затем был помощником начальника 1-й (оперативной) части штаба 17-й горнокавалерийской дивизии.
В мае 1938 года был назначен начальником штаба 91-го горно-кавалерийского полка 17-й горнокавалерийской дивизии.
С ноября 1939 года по сентябрь 1940 года вновь учился на кавалерийских КУКС РККА в г. Новочеркасск, затем продолжил службу в 17-й горно-кавалерийской дивизии, дислоцировавшейся в городе Ленинакан.
10 июня 1941 года в звании майора был назначен начальником штаба 70-го кавалерийского полка 24-й кавалерийской дивизии Закавказского военного округа.
В начале Великой Отечественной войны по соглашению с Великобританией вооруженные силы СССР принимают участие в Иранской операции 1941 года, чтобы исключить возможность союза Ирана с Германией и обезопасить канал поставок в СССР через иранскую территорию. С 25 августа 1941 года 24-я кавалерийская дивизия принимала участие в походе в Иран, 70-й кавалерийский полк дислоцировался городе Тегеран. С 15 октября 1941 года В. Г. Гагуа — начальник 1-го (оперативного) отделения штаба 24-й кавалерийской дивизии.
В ноябре 1941 года дивизия была переброшена под Москву и в составе 30-й армии Западного фронта вела тяжёлые оборонительные бои на клинско-солнечногорском направлении, в районе канала имени Москвы.
В наградном листе В. Г. Гагуа написано, что 11 ноября 1941 года в бою под с. Петровка, несмотря на сложившуюся тяжелую обстановку, выход противника в тыл полка, личным примером храбрости вывел полк вполне боеспособным, нанося противнику большие потери. За проявленные решительность и героизм он был награждён орденом Красной Звезды.
18 декабря 1941 года назначен командиром 18-го кавалерийского полка 24-й кавалерийской дивизии. В начале контрнаступления под Москвой 14 декабря 1941 года в ожесточенных боях части дивизии совместно с другими частями овладели городом и железнодорожной станцией Клин, 18 декабря освободили Губино, 19 декабря – Дмитрово, 24 декабря – Колицино.
5 января 1942 года подполковник В. Г. Гагуа был назначен командиром 24-й кавалерийской дивизии имени С. К. Тимошенко. В составе 11-го кавалерийского корпуса Калининского, затем Западного фронтов дивизия участвовала в Ржевско-Вяземской (08.01.1942—20.04.1942) и Великолукской (25 ноября 1942 года — 20 января 1943 года) наступательных операциях.
В январе–апреле 1942 года части дивизии вели боевые действия в полуокружении в районе городов Вязьма, Белый. Более двух месяцев дивизия сковывала движение транспорта противника на автостраде Москва-Минск в районе деревни Якушкино. В начале июля 1942 года 24-я кавалерийская дивизия (в составе 39-й армии Калининского фронта) была окружена западнее и северо-западнее Вязьмы. 8- 9 июля её части с боями вышли окружения севернее г. Белый, в направлении Крапивня, Котлово. Всего из окружения было выведено около 2000 человек, 1900 лошадей и машин, кроме того дивизия организовала в боевые единицы разрозненные части других дивизий и вывела из окружения из других частей: 380 человек 17-й горнострелковой дивизии 41-й армии, около 5000 человек из частей 22, 39, 41-й армий и 11-го кавалерийского корпуса.
За умелую организацию прорыва подполковник В. Г. Гагуа был награждён орденом Красного Знамени.
9 сентября 1942 года ему было присвоено звание полковника.

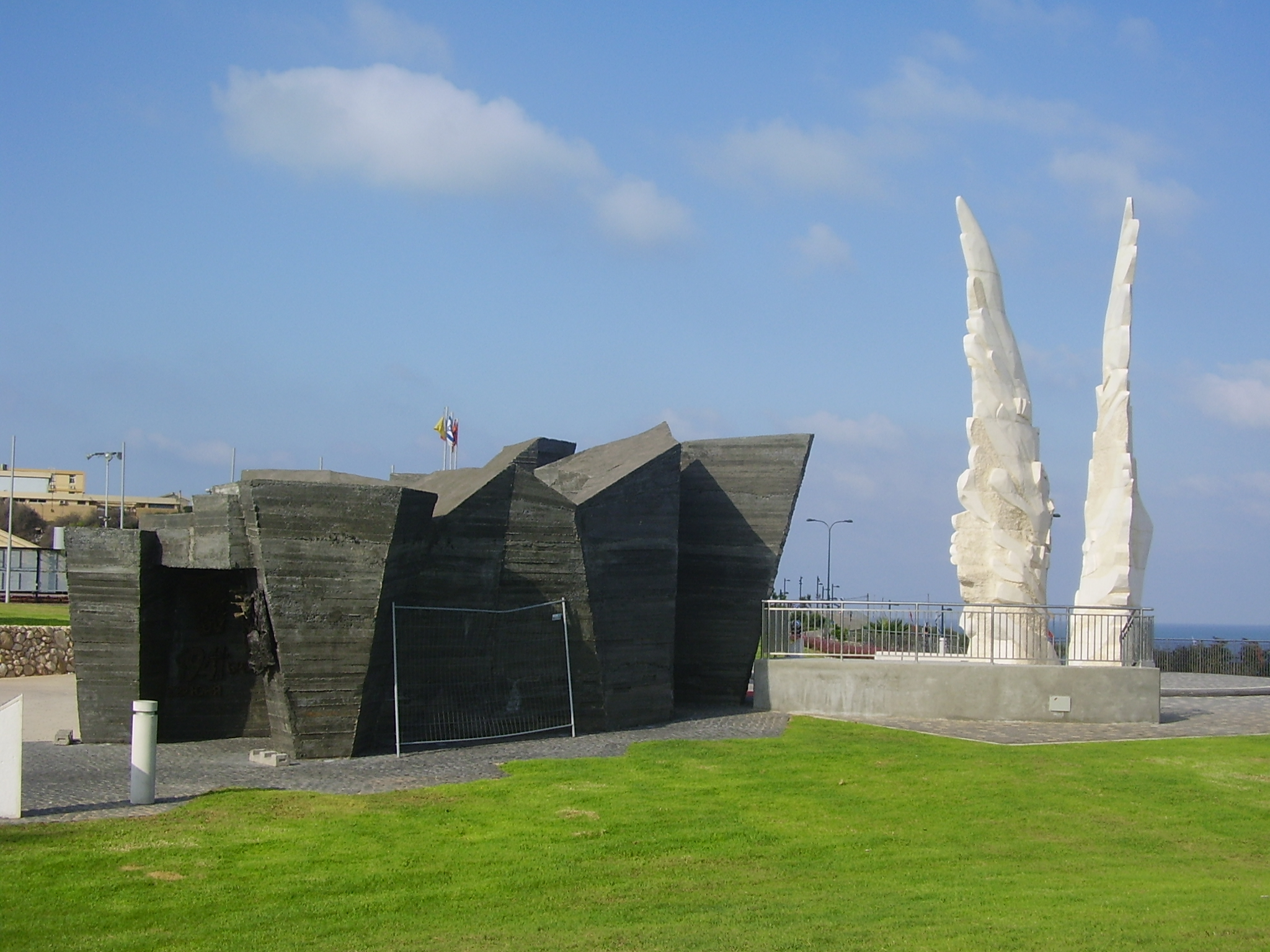
Памятник в честь Победы Советской Армии над фашистской Германией. Подарок Израиля г. Нитре. Скульптор Салават Щербаков

С сентября 1942 года 24-я кавалерийская дивизия воевала в составе 4-й ударной армии — в районе Велиж, Усвяты, 43-й армии — в районе города Демидов и 3-й ударной армии — под Великими Луками.
25 июня 1943 года ввиду больших потерь 24-я кавалерийская дивизия была расформирована.
С июня 1943 года по июнь 1944 года учился на ВАК при Высшей военной академии им. К. Е. Ворошилова. В июне 1944 года назначен заместителем командира 12-й гвардейской Донской казачьей дивизии. В составе 5-го гвардейского кавалерийского корпуса 2-го Украинского фронта 12-я гвардейская Донская казачья дивизия участвовала в Ясско-Кишинёвской и Дебреценской наступательных операциях, в освобождении городов Тыргу-Фрумос, Роман, Сату-Маре, Карей (Румыния).
В ноябре 1944 года назначен командиром 30-й кавалерийской дивизии, а затем в этом же месяце — 9-й гвардейской Кубанской казачьей дивизии (4-й гвардейского кавалерийского корпуса 1-й гвардейской конно-механизированной группы).
5 апреля 1945 года в ходе Братиславо-Брновской наступательной операции (25.03—05.05.1945) по освобождению Словакии получил тяжёлое ранение и 19 апреля умер. Похоронен на городской площади города Нитра.

## Награды
- Орден Красного Знамени (1944)[3]
- Орден Суворова 2-й степени (1945)[4]
- Орден Красной Звезды (1941)[1]
- Медаль «За оборону Москвы».